# Kassassin
Kassassin (en arabe : القصاصين) est un village d'Égypte situé à 22 milles (35,405568 km) à l'Ouest d'Ismailia, une grande ville le long du canal de Suez.

## Bataille de Kassassin Lock
Dans la zone du canal d'eau douce, le 28 août 1882, la force britannique est attaquée par les Égyptiens, dirigés par Amed Urabi Pacha. Ceux-ci avaient pour objectif de se frayer un passage à travers Ismaïlia et le Delta cultivé. Les deux attaques sont repoussées. La Household Cavalry sous le commandement du général Drury Drury-Lowe dirige la « Charge au clair de lune », composée des Royal Horse Guards et du 7e Dragoon Guards (en), galopant à fond sous les tirs des fusils ennemis. Leurs rangs étaient réduits à partir de la selle, tout en continuant à charger tête baissée, toujours en avant. Sir Baker Russell commande le 7e à droite ; tandis que Household est dirigée par le colonel Ewart, c/o des Life Guards. Ils capturent 11 canons égyptiens. Malgré seulement une demi-douzaine de victimes, Wolseley était tellement préoccupé par la qualité de ses hommes qu'il écrivit à Cambridge pour des réformes du recrutement. Néanmoins, il s'agissait de l'élite de l'armée britannique et ces escarmouches s'avèrent coûteuses,. La légende et le poème At Kassassin, disent que la bataille a commencé à la tombée de la nuit.
Le 9 septembre, Urabi saisit ce qu'il considérait comme sa dernière chance d'attaquer la position britannique. Une bataille acharnée s'ensuit sur la voie ferrée à 7 heures du matin. Le général Willis sortit des emplacements pour repousser les Égyptiens qui, à 12 heures, retournèrent dans leurs tranchées. Là-dessus, Sir Garnet Wolseley arriva avec la force principale, tandis que la Household Cavalry protégeait son flanc d'une force à Salanieh. Une force totale de 634 officiers et 16 767 sous-officiers et hommes étaient stationnés à Kassassin avant de marcher le 13 septembre 1882 vers l'objectif principal de Tell El Kebir où une autre bataille a eu lieu, la bataille de Tel el-Kebir.